# Jay Rosenblatt
Jay Rosenblatt (* 1955 in New York City) ist ein US-amerikanischer Filmregisseur.

## Leben
Jay Rosenblatt wurde 1955 in New York geboren. Er studierte Psychologische Beratung und erhielt einen Masterabschluss. Daraufhin arbeitete er einige Jahre als Therapeut, bevor er sich seit den 1980ern als experimenteller Filmemacher etablieren konnte. Er lebte lange Jahre in San Francisco. Sein Erstlingswerk 1980 war der Kurzfilm The Session. Seit 1989 arbeitet er außerdem als Hochschullehrer für Filmwissenschaft, vornehmlich in San Francisco. Unter anderem lehrte er an der Stanford University, der University of San Francisco und dem San Francisco Art Institute. Acht seiner Filme starteten auf dem Sundance Film Festival. 2010 wurden einige seiner Filme im Museum of Modern Art gezeigt.
Mit seinen Filmen gewann er zahlreiche Awards. Unter anderem wurde er für Human Remains 1998 mit dem IDA Award in der Kategorie „Bester Dokumentar-Kurzfilm“ ausgezeichnet. The Smell of Burning Ants wurde 1995 mit dem Hamburger Kurzfilmpreis ausgezeichnet. Seine Dokumentarfilme Als wir Tyrannen waren und How Do You Measure a Year? wurden für den Oscar in der Kategorie „Bester Dokumentar-Kurzfilm“ nominiert.

## Filmografie
- 1980: The Session[2]
- 1981: Doubt
- 1985: Blood Test
- 1988: Paris X2
- 1990: Brain in the Desert
- 1990: Short of Breath
- 1994: The Smell of Burning Ants
- 1996: Period Piece
- 1998: Human Remains
- 2001: Worm
- 2001: A Pregnant Moment
- 2001: Restricted
- 2001: Nine Lives (The Eternal Moment of Now)
- 2002: Prayer
- 2003: Friend Good
- 2005: I’m Charlie Chaplin
- 2005: Phantom Limb
- 2006: Afraid So
- 2006: I Just Wanted to Be Somebody
- 2008: Beginning Filmmaking
- 2008: Four Questions for a Rabbi
- 2012: Inquire Within
- 2014: The Claustrum
- 2015: A Long Way from Home
- 2015: The D Train
- 2015: The Darkness of a Day
- 2016: When You Awake
- 2017: I Like It a Lot
- 2017: The Kodachrome Elegies
- 2017: Filmmakers Unite (FU)
- 2021: Als wir Tyrannen waren (When We Were Bullies)
- 2021: How Do You Measure a Year?